# Sheldon Kahn
Sheldon F. Kahn (* 1. März 1940) ist ein US-amerikanischer Filmeditor.

## Leben
Nachdem seine Familie nach Kalifornien gezogen war, wusste Sheldon Kahn bereits im Alter von sieben Jahren, dass er irgendwann einmal hinter der Kamera arbeiten würde. So besuchte er nach der Schule, wenn es sich anbot, Probeaufnahmen, um zu sehen, wie am Filmset gearbeitet wird. Als er 1963 nach seinem Abschluss an der University of Southern California Arbeit suchte, fand er einen Job in der Postabteilung von CBS. Als sich die Möglichkeit bot beim Fernsehsender KNXT mit Hilfe von KEM, einer deutschen Schneidetischtechnik der Firma Keller-Elektronik-Mechanik aus Hamburg, Nachrichten zu bearbeiten, nutzte er dies. Bei den Nachrichten erwarb er sich mit der KEM-Technik so viel Erfahrung, dass er für den Filmschnitt in Betracht gezogen wurde. So assistierte er noch bei Filmen wie Zapfenstreich und Blume in Love, während er mit seinem ersten eigenverantwortlichen Filmschnitt von Einer flog über das Kuckucksnest bereits mit einer Oscar-Nominierung bedacht wurde.
Nachdem Kahn für Sydney Pollack bereits die Filme Der elektrische Reiter und Die Sensationsreporterin schnitt, brachte ihm der Schnitt von Jenseits von Afrika die zweite Oscar-Nominierung ein. Auch mit dem Regisseur Ivan Reitman verbindet ihn eine langjährige Zusammenarbeit. So schnitt er unter anderem nicht nur Twins – Zwillinge, Ghostbusters II und Kindergarten Cop, sondern auch Sechs Tage, sieben Nächte und Junior. Dabei bezeichnete er sich selbst als Performance Editor, da er immer wieder Szenen in den Schnitt mit hinein arbeitete, die nicht notwendig waren, aber immer wieder interessante Aspekte einzelner Figuren darstellte.
Sheldon Kahn ist Mitglied der American Cinema Editors.

## Filmografie (Auswahl)
- 1971: Cannon (Fernsehserie, 1 Episode als Schnittassistent)
- 1973: Blume in Love
- 1973: Zapfenstreich (Cinderella Liberty) (Schnitt-Assistenz)
- 1975: Einer flog über das Kuckucksnest (One Flew Over The Cuckoo’s Nest)
- 1976: Mikey und Nicky (Mikey and Nicky)
- 1976: Supermann des wilden Westens (The Great Scout & Cathouse Thursday)
- 1978: Ein Feind des Volkes (An Enemy of the People)
- 1978: Heißes Blut (Bloodbrothers)
- 1978: Nächstes Jahr, selbe Zeit (Same Time, Next Year)
- 1979: Der elektrische Reiter (The Electric Horseman)
- 1980: Schütze Benjamin (Private Benjamin)
- 1981: Die Sensationsreporterin (Absence of Malice)
- 1982: Liebesgrüße aus dem Jenseits (Kiss Me Goodbye)
- 1984: Ghostbusters – Die Geisterjäger (Ghostbusters)
- 1985: Jenseits von Afrika (Out of Africa)
- 1986: Staatsanwälte küsst man nicht (Legal Eagles)
- 1987: Big Shots – Zwei Kids gegen die Unterwelt (Big Shots)
- 1988: Gar kein Sex mehr? (Casual Sex?)
- 1988: Twins – Zwillinge (Twins)
- 1989: Ghostbusters II
- 1990: Kindergarten Cop
- 1992: Ein Hund namens Beethoven (Beethoven)
- 1993: Dave
- 1993: Eine Familie namens Beethoven (Beethoven's 2nd)
- 1994: Junior
- 1996: Space Jam
- 1997: Ein Vater zuviel (Fathers’ Day)
- 1998: Sechs Tage, sieben Nächte (Six Days Seven Nights)
- 2000: Lebenszeichen – Proof of Life (Proof of Life)
- 2000: Road Trip – Heißer Trip nach Texas (Road Trip)
- 2001: Evolution
- 2003: I’ll Be There
- 2005: Be Cool – Jeder ist auf der Suche nach dem nächsten großen Hit (Be Cool)
- 2006: Die Super-Ex (My Super Ex-Girlfriend)
- 2009: Das Hundehotel (Hotel for Dogs)
- 2014: Draft Day

## Auszeichnungen
Oscar
- 1976: Bester Schnitt – Einer flog über das Kuckucksnest (nominiert)
- 1986: Bester Schnitt – Jenseits von Afrika (nominiert)

BAFTA Award
- 1977: Bester Schnitt – Einer flog über das Kuckucksnest